# Kinrooi
Kinrooi es una localidad y municipio de la provincia de Limburgo en Bélgica. Sus municipios vecinos son Bocholt, Bree y Maaseik, haciendo frontera al norte y este con los Países Bajos. Tiene una superficie de 54,8 km² y una población en 2019 de 12.174 habitantes, siendo los habitantes en edad laboral el 66% de la población.

## Geografía

### Secciones del municipio
El municipio comprende los antiguos municipios, que se fusionaron en 1977:

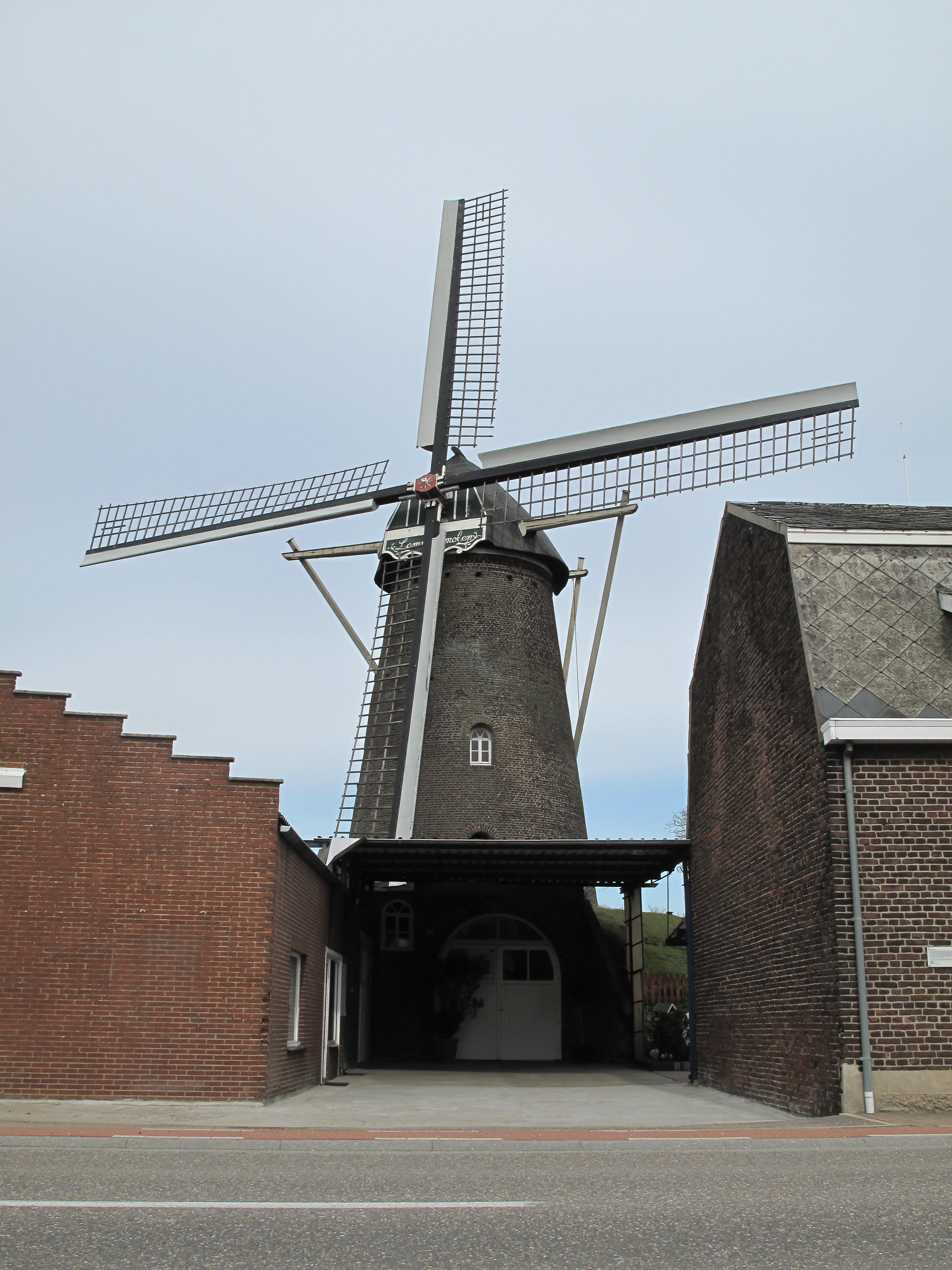
Molino.

| - Kinrooi - Geistingen - Kessenich - Molenbeersel - Ophoven |

## Economía
Las principales actividades económicas de Kinrooi son la agricultura, el turismo y las canteras de grava, arena y marga. Kinrooi atrae a muchos turistas porque tiene siete reservas naturales, que albergan especies raras de animales y plantas, tiene varios molinos de viento viejos y porque tiene un puerto deportivo, situado en Ophoven, con numerosos deportes acuáticos y que es ahora el mayor puerto interior de Europa.

## Historia
En 2005 se encontraron restos prehistóricos en el centro, cuando se estaba renovando, muestra de la antigüedad de este asentamiento.
Antes de la independencia de Bélgica Kinrooi era una aldea de Kessenich. Después de la independencia, en 1839 se convirtió en un pequeño municipio, junto con algunas aldeas cercanas. El actual municipio de Kinrooi se formó en 1971 por la fusión de cuatro antiguos municipios: Kinrooi, Geistingen-Ophoven, Kessenich y Molenbeersel. 

## Demografía

### Evolución
Todos los datos históricos relativos al actual municipio, el siguiente gráfico refleja su evolución demográfica, incluyendo municipios después de efectuada la fusión el 1 de enero de 1977.
| Gráfica de evolución demográfica de Kinrooi entre 1846 y 2020 |
|                                                               |